# Ороно (језеро)
Ороно (рус. Ороно) слатководно је језеро ледничког порекла смештено у јужном делу Себешког рејона на југозападу Псковске области у Русији. Налази се на територији Себешког националног парка. Језеро се налази у басену реке Свољне преко које је оно повезано са басеном Западне Двине и Балтичког мора.
Акваторија језера обухвата површину од око 5,79 км² (578,6 хектара). Максимална дубина језера је до 20 метара, односно просечна од око 6 метара. На језеру се налази једно мање острво површине 0,02 км².
На обали језера се налази град Себеж, те села Илово, Мироново и Угаринка.